# Diocesi di Naziona
La diocesi di Naziona (in latino Dioecesis Nationensis) è una sede soppressa e sede titolare della Chiesa cattolica.

## Storia
Naziona, nell'odierna Tunisia, è un'antica sede episcopale della provincia romana di Bizacena.
Sono due i vescovi attribuiti a questa diocesi. Alla conferenza di Cartagine del 411, che vide riuniti assieme i vescovi cattolici e donatisti dell'Africa romana, prese parte il donatista Faustino, senza competitore cattolico. Il nome di Pirasio figura al 75º posto nella lista dei vescovi della Bizacena convocati a Cartagine dal re vandalo Unerico nel 484; Pirasio, come tutti gli altri vescovi cattolici africani, fu condannato all'esilio.
Dal 1933 Naziona è annoverata tra le sedi vescovili titolari della Chiesa cattolica; dal 10 maggio 1985 il vescovo titolare è Matthew Francis Ustrzycki, già vescovo ausiliare di Hamilton.

## Cronotassi

### Vescovi residenti
- Faustino † (menzionato nel 411) (vescovo donatista)

- Pirasio † (menzionato nel 484)

### Vescovi titolari
- Alfred Michael Watson † (17 maggio 1965 - 17 marzo 1969 nominato vescovo di Erie)
- Francisco Funaay Claver, S.I. † (18 giugno 1969 - 15 novembre 1982 nominato vescovo di Malaybalay)
- Anthony Frederick Tonnos (13 maggio 1983 - 2 maggio 1984 nominato vescovo di Hamilton)
- Matthew Francis Ustrzycki, dal 10 maggio 1985